# Grudynia Mała
Grudynia MałUn [pronunciación en polaco: /ɡruˈdɨɲun ˈmawa/] (en alemán: Klein Grauden) es un pueblo ubicado en el distrito administrativo de Gmina Pawłowiczki, dentro del condado de Kędzierzyn-Koźle, voivodato de Opole, en el sur de Polonia occidental. Se encuentra aproximadamente a 8 kilómetros al oeste de Pawłowiczki, a 22 kilómetros al suroeste de Kędzierzyn-Koźle, y a 49 kilómetros al sur de la capital regional Opole.
Antes de 1945, el área fue parte de Alemania.

## Galería

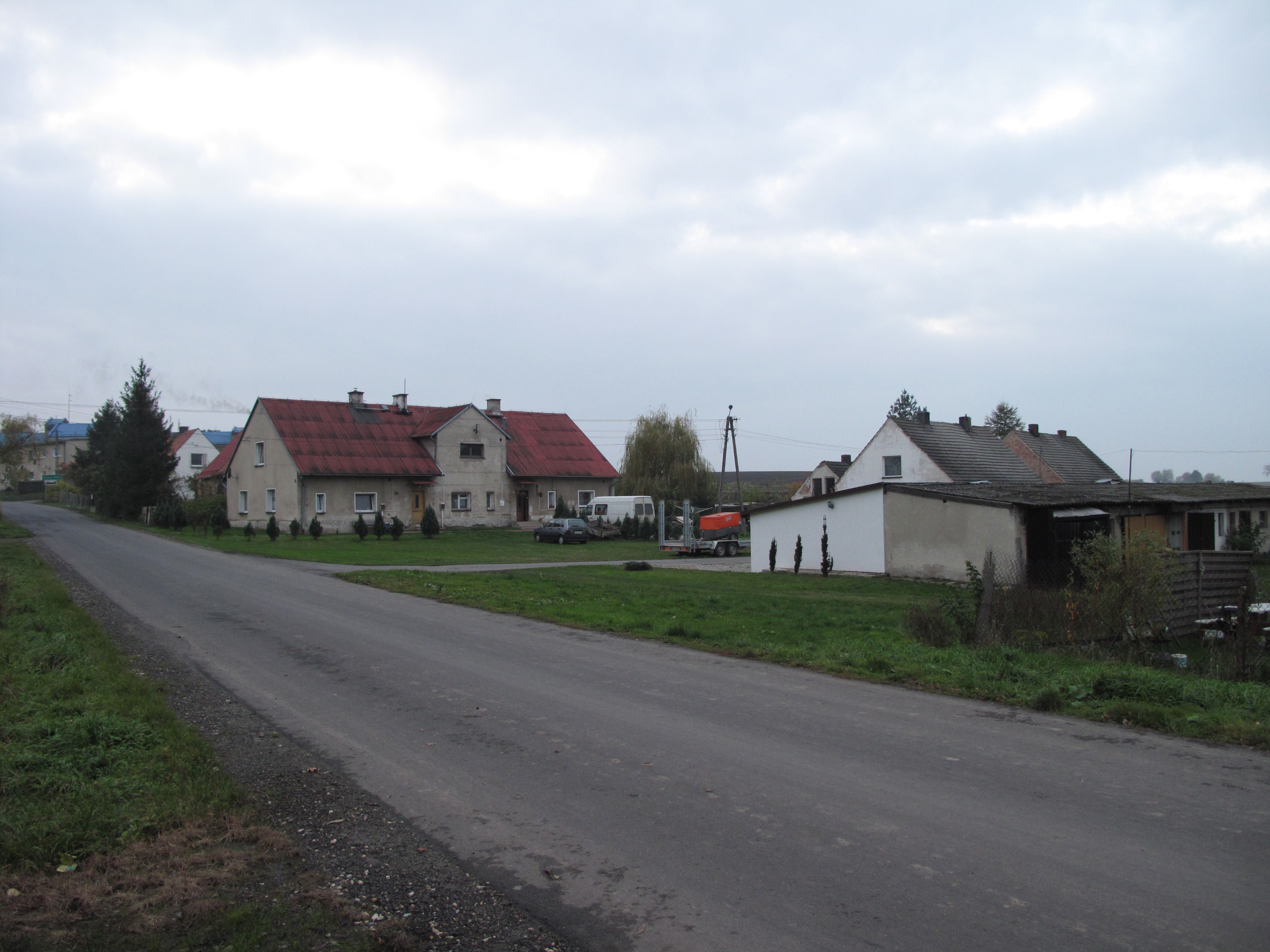
Plaza del pueblo
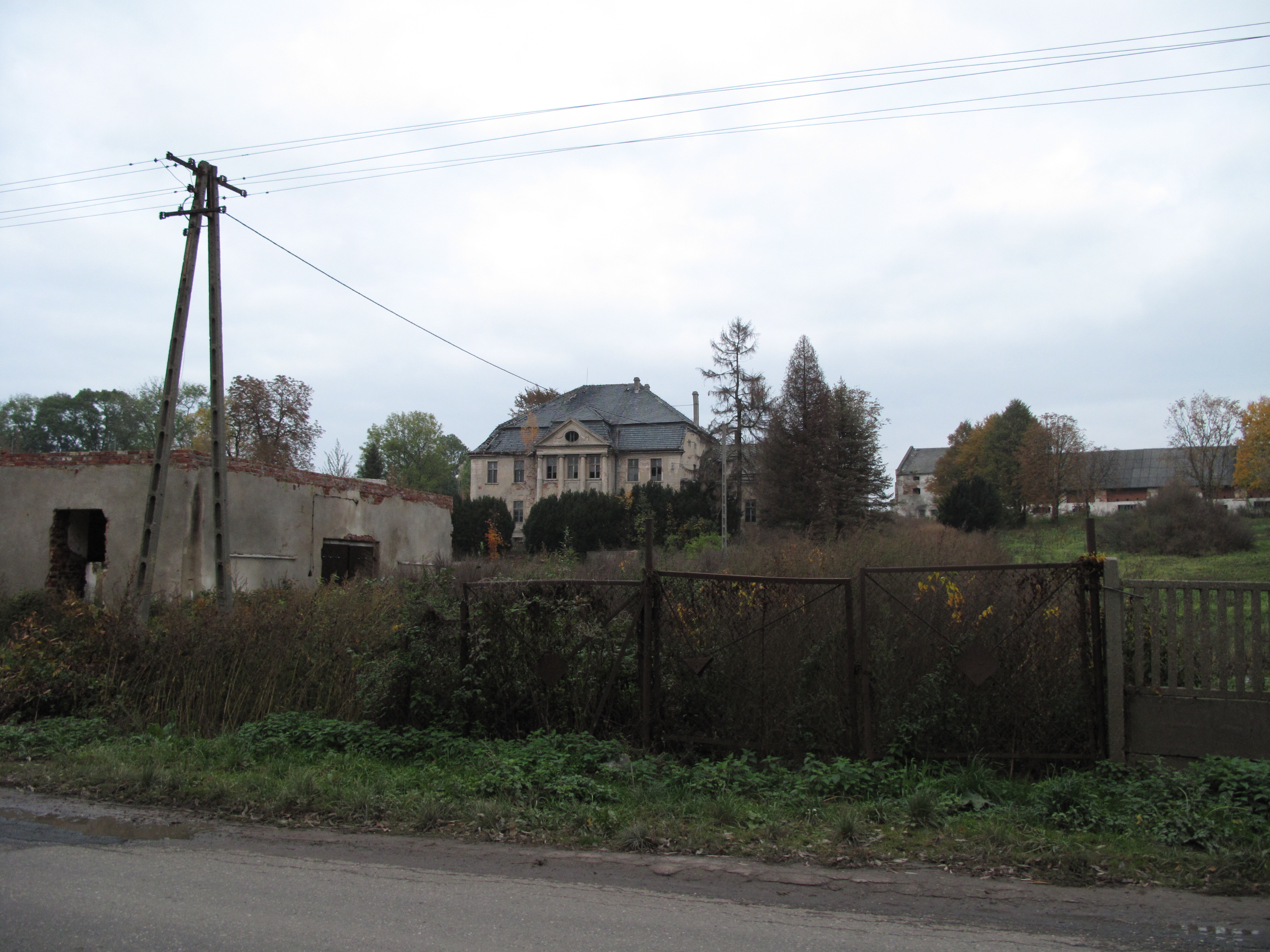
Jardín
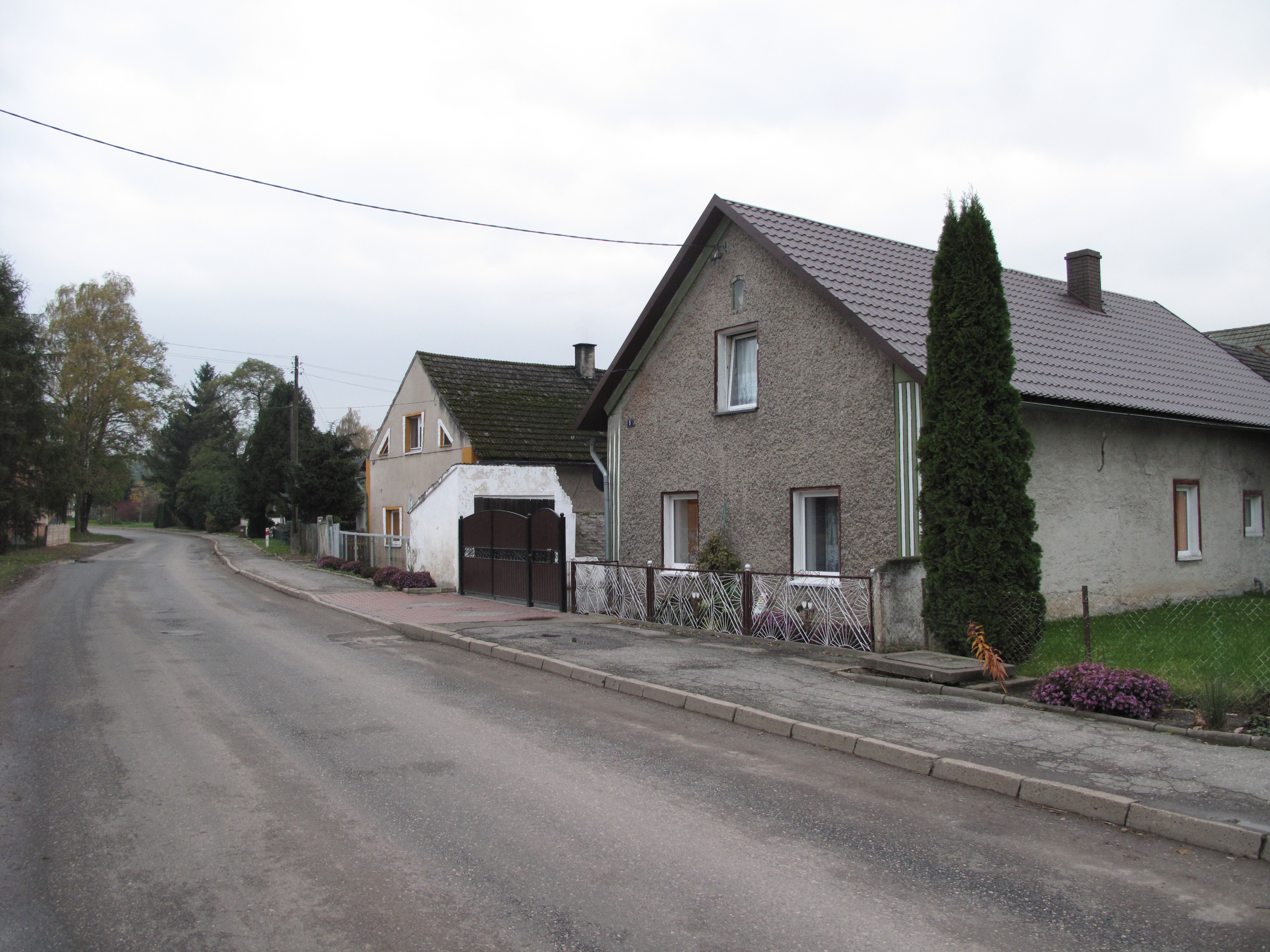
Calle